# 圣地亚哥都主教座堂

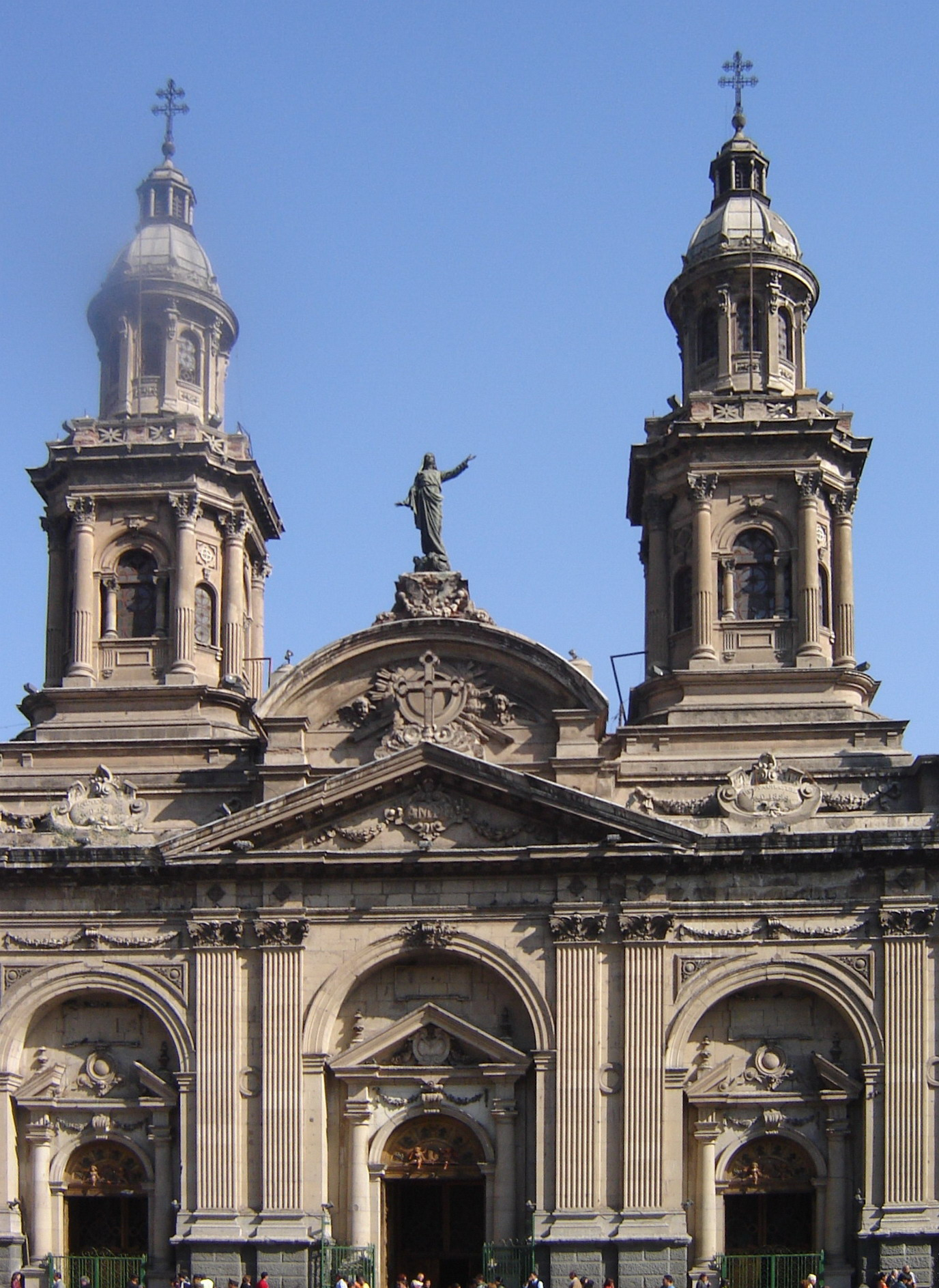
圣地亚哥都主教座堂

圣地亚哥都主教座堂（西班牙語：Catedral Metropolitana de Santiago）是天主教智利的圣地牙哥总教区的主教座堂，新古典主义建筑，建于1748-1800年，19世纪末形成目前的外观。此前的教堂已毁于地震。
主教座堂位于该市的历史中心，面对武器广场，邻近教区的行政中心总主教宫。

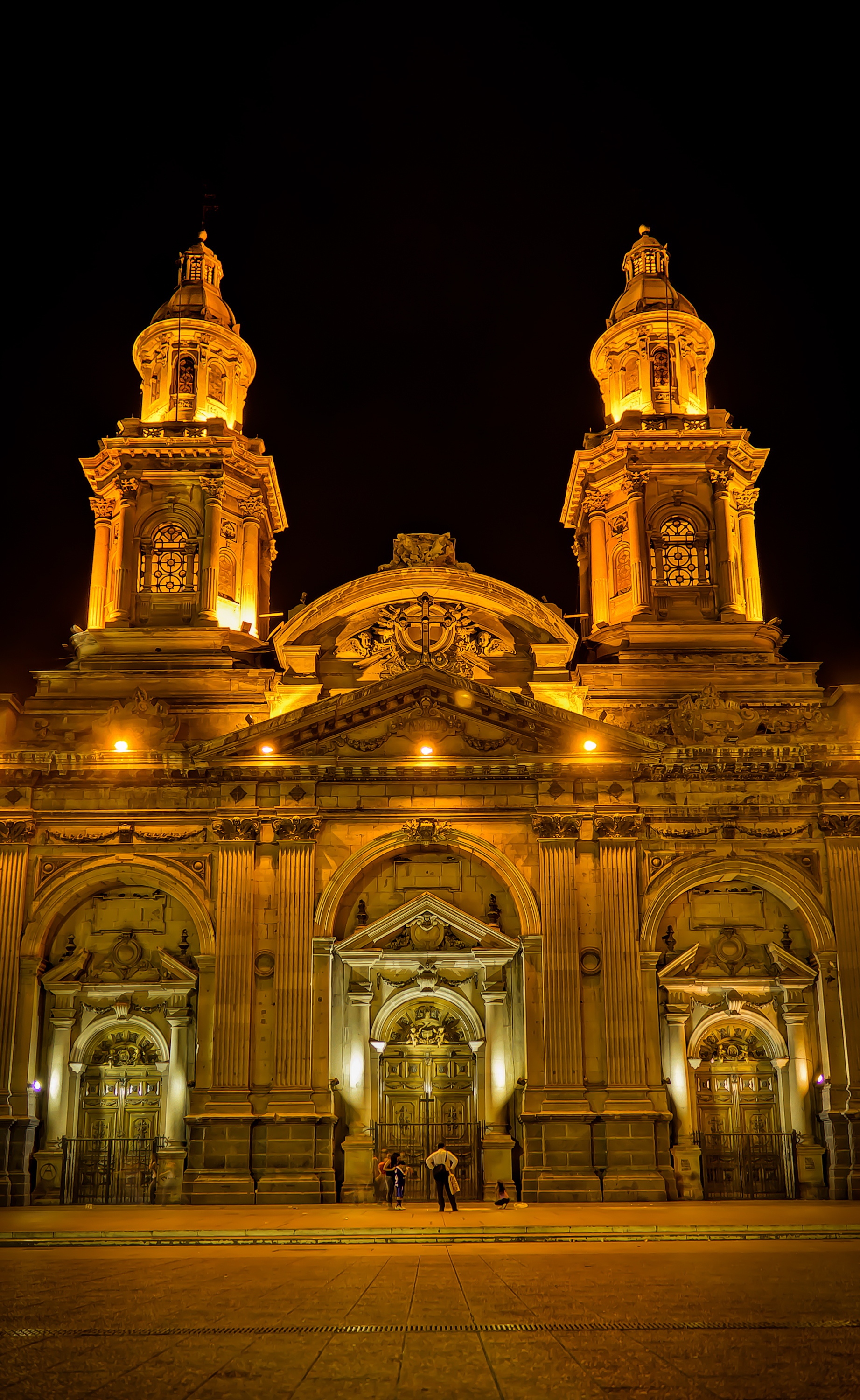
夜景

## 外部連結
- Website for the Cathedral
- http://www.iglesiadesantiago.cl

33°26′15.57″S 70°39′6.50″W / 33.4376583°S 70.6518056°W